# Kenji Fujimoto
Kenji Fujimoto (藤本 健二, Fujimoto Kenji, 1947, Japão)  é o pseudônimo de um chef japonês que alegou ser o chef de sushi pessoal do ex-líder norte-coreano Kim Jong-il de 1988 a 2001. Fujimoto publicou um livro de memórias em 2003 intitulado "I was Kim Jong-il's Cook" (Eu era o cozinheiro de Kim Jong-il), detalhando muitas de suas experiências com Kim Jong-il. Muitas pessoas duvidaram da veracidade de sua afirmação. No entanto, Fujimoto previu corretamente que Kim Jong-un (que era relativamente desconhecido na época) seria nomeado sucessor de seu pai como Líder Supremo em vez de Kim Jong-nam, o que era contrário ao consenso predominante de especialistas em política norte-coreana. A previsão de Fujimoto se mostrou verdadeira em dezembro de 2011.
Um telegrama diplomático americano de Tóquio, divulgado pela WikiLeaks, revelou que ele era a melhor e muitas vezes a única fonte de informações norte-coreanas para a agência de espionagem japonesa.

## Chegada na Coreia do Norte
Fujimoto visitou a Coreia do Norte pela primeira vez em 1982. Seis anos depois, ele se tornou o chef de sushi pessoal de Kim Jong-il com um salário de £45 000 por ano (equivalente a £119 000 em 2018),  e recebeu dois carros Mercedes. Mais tarde ele se tornou companheiro de Kim; os dois, segundo Kenji, atiravam, andavam de bicicleta e esquiavam juntos. Ele confirmou um boato amplamente aceito de que Kim teve uma queda séria em um cavalo em 1992, quebrando a clavícula e ficando inconsciente por várias horas.

## Afirmações
Fujimoto afirma que Kim Jong-il gostava de "peixe vivo" e álcool caro, como vinhos e conhaques franceses, particularmente o conhaque Hennessy, enquanto afirmava que Jong-il e seu terceiro filho, Kim Jong-un, "gostavam de sopa de barbatana de tubarão três vezes por semana". Segundo Fujimoto, ele viajava pelo mundo por Kim Jong-il, com todas as despesas pagas, comprando melões chineses, cerveja tcheca, caviar uzbeque, mamão tailandês e carne de porco dinamarquesa. Em uma ocasião, um enviado foi mandado para a China para recuperar alguns hambúrgueres do McDonald's. A adega de Kim é cheia de 10 000 garrafas, disse ele, e os banquetes que Kim realizava duravam quatro dias. Fujimoto também disse que há um instituto baseado em Pyongyang com 200 pessoas que se dedicavam inteiramente à dieta de Kim Jong-il, garantindo que ele comia os melhores e mais saudáveis alimentos.
Ele também falou do "Kippumjo de Kim": jovens mulheres escolhidas para dançar, cantar e dar banho em Kim, que seriam instruídas a se despir, mas não poderiam ser tocadas por outros convidados, dizendo que isso equivalia a "roubo". Ele disse também que Kim gostava de música disco e preferia ver os outros dançarem, em vez de dançar. Fujimoto disse que ele próprio mais tarde se casou com uma das mulheres em um casamento bêbado, onde desmaiou de conhaque e acordou "para encontrar seus pêlos pubianos raspados".
Ele descreveu Kim Jong-il como tendo um "temperamento violento". Em uma entrevista na televisão comercial japonesa, ele disse que Kim Jong-un, então herdeiro aparente de Jong-il, "sabe como ficar com raiva e como elogiar. Ele tem a capacidade de liderar pessoas... também adora basquete, patins, snowboard e esqui... Eu o assisti jogar golfe uma vez e ele me lembrou um dos melhores profissionais japoneses". Fujimoto diz que recebeu uma foto de Jong-un quando era mais novo, acrescentando que eles se recusaram a compartilhar fotos recentes com ele. Foi-lhe dito para não tornar a foto pública; no entanto, em fevereiro de 2009, ele divulgou a foto. O outro filho de Jong-il, Kim Jong-chul, foi dito por Jong-il como "muito feminino e inadequado para a liderança".
Além dessas alegações, Fujimoto falou de um acidente nuclear em 1995 em uma usina sem nome, onde vários trabalhadores ficaram doentes e perderam os dentes e que Kim Jong-il foi severamente afetado pela morte de seu pai em 1994, e até foi encontrado com uma arma em certo ponto. Ele também teria perguntado a Fujimoto em 1989 o que ele pensava sobre armas nucleares.

## Fuga da Coreia do Norte
Fujimoto afirmou que pensou em partir para o Japão em várias ocasiões enquanto estava na Coreia do Norte. Em uma visita ao Japão em 1996, ele foi preso depois de portar um passaporte falso da República Dominicana. Em março de 2001, pouco antes de escapar da China para o Japão por medo de ser espionado, ele disse que apresentou a Kim Jong-il uma fita de um prato de ouriço do mar de um programa de televisão japonês que prometeu cozinhar para ele. Fujimoto disse que viajaria a Hokkaido para comprar ouriços do mar, aos quais Kim respondeu: "É uma ótima ideia. Vá em frente!" Ao viajar para o Japão, Fujimoto não voltou para a Coreia do Norte e começou a viver escondido, mais tarde foi alvejado por agentes norte-coreanos. Ele apareceu na televisão japonesa com o rosto oculto como "especialista em Kim Jong-il". Depois de publicar suas memórias I was Kim Jong-il's Cook, ele passou a usar um colete à prova de balas.

## Retorno à Coreia do Norte
Em junho de 2012, Fujimoto recebeu um convite do líder norte-coreano Kim Jong-un e, em 21 de julho de 2012, voou de Pequim para Pyongyang.  Durante sua visita, ele teria visitado Kim Jong-un e sua esposa, e mencionou que Pyongyang havia mudado significativamente na última década. Em 2017, Fujimoto abriu um restaurante japonês em Pyongyang.  Em junho de 2019, relatos da mídia sugeriram que Fujimoto havia sido preso. No entanto, um mês depois, o embaixador britânico na Coreia do Norte, Colin Crooks, visitou Fujimoto em seu restaurante.

## Livros
Fujimoto escreveu três livros: Kim's Chef, Kim's Private Life e The Honorable General Who Loved Nuclear Weapons and Girls. Seu memorial de 2003 I was Kim Jong-il's Cook (também conhecido como Kim's Chef) foi best-seller no Japão.